# Primul Război Daco-Roman
Primul Război Daco-Roman a avut loc între anii 101 și 102. Regatul dac, sub regele Decebal, devenise o amenințare pentru Imperiul Roman, și învinsese câteva armate romane în timpul domniei lui Domițian (81-96). Împăratul Traian a hotărât să elimine această amenințare, și în 101 a pornit împotriva Daciei. După un an de lupte, regele Decebal a cerut pace. Când a încălcat termenii tratatului, în 105, a izbucnit al Doilea Război Daco-Roman.

## Războiul
După obținerea sprijinului Senatului, Traian a început pregătirile pentru invazia Daciei. Armata romană era formată din 12 legiuni. Aceste forțe au fost contracarate de armata de aproximativ 160.000 (inclusiv 20.000 de aliați - bastarni, roxolani și, probabil, buri) a lui Decebal. Ofensiva romană avea în avangardă două legiuni care mărșăluiau spre inima Daciei, arzând orașele și satele din drum. În 101, dacii au atacat cu putere armata romană, fiind respinși cu pierderi grele. Romanii au trebuit să lupte din greu; agresorul s-a confruntat cu un adversar demn care nu numai că a rezistat ferm, dar și a contraatacat curajos pe malul roman al Dunării. Traian a fost nevoit să vină în ajutorul cetăților atacate de la sud de Dunăre. În 102, Traian și-a deplasat trupele în jos pe Dunăre la Oescus. Acolo, armatele romane s-au pregătit pentru asaltul final. Legiunile au trecut Dunărea, încălcând tratatul de pace încheiat de Domițian. Armata era împărțită în mai multe coloane. La Tibiscum, armata s-a reunit și a început să înainteze spre Tapae, la marginea capitalei Daciei, Sarmizegetusa, unde în septembrie a avut loc o bătălie cu dacii care se încăpățânaseră să reziste. După respingerea cererii de pace a lui Decebal, în februarie 102, a avut loc o bătălie sângeroasă lângă Adamclisi, în timpul căreia Traian a ordonat ca propriile haine să fie rupte în bandaje. Aproape 4.000 de romani au murit. În primăvară a fost lansată o contraofensivă, dar romanii, cu un efort considerabil, i-au alungat pe daci înapoi în munți. După bătălie, au mai avut loc câteva confruntări minore, iar apoi Decebal a capitulat; procuratorul Moesiei inferioare, Manius Laberius Maximus, o capturase pe sora lui Decebal, iar Traian găsise trofeele (steagul și infrastructura militară) luate după înfrângerea lui Fuscus în munți. Traian, de asemenea, a decis să facă pace. Războiul, care a durat luni de zile, s-a încheiat cu un tratat de pace cu termeni duri pentru Decebal.

## Urmări
Războiul s-a încheiat cu capitularea lui Decebal. Acesta a fost nevoit să cedeze o parte din teritoriu (regiunile istorice Muntenia și sudul Moldovei de astăzi, precum și parte din Banat și Oltenia), să transfere echipamentele de asediu și ingineri, să returneze dezertorii romani și să nu-i mai recruteze în armata sa, să dărâme zidurile cetăților. Dacia nu mai avea dreptul la politică externă proprie, a primit statutul de stat client, iar Traian a luat titlul onorific (agnomen) de „Dacicul” (Dacicus).
După încheierea păcii, Decebal a primit întăriri militare și sprijin tehnic de la Traian, în scopul creării unei zone aliate puternice pentru protejarea de posibile invazii de la nord și est ale popoarelor migratoare deja în mișcare. Resursele au fost însă folosite pentru întărirea Daciei în scopul răscoalei anti-romane. Decebal a încălcat majoritatea condițiilor: a început să-și reconstruiască armata și să-și întărească puterea; fără permisiunea Romei, a cucerit o parte din teritoriul iazigilor, unul dintre popoarele sarmaților. Ca urmare, după atacul dacilor asupra garnizoanei romane și capturarea guvernatorului roman Gnaeus Pompeius Longinus în 105, a început a doua campanie dacică a lui Traian, precedată de construcția podului lui Apolodor peste Dunăre, cel mai lung pod de piatră (de peste 1100 metri) din Imperiul Roman.